# Chorowice
Chorowice is een plaats in het Poolse district Krakowski, woiwodschap Klein-Polen. De plaats maakt deel uit van de gemeente Mogilany en telt 600 inwoners.